# Charles Takyi
Charles Kwame Takyi (født 12. november 1984) er en tysk fodboldspiller af ghanesisk afstamning, der spiller i Dibba Fujairah.
I foråret 2013 spillede Takyi i den danske klub AC Horsens, hvor det blev til 11 kampe og 2 mål i Superligaen. Forårssæsonen endte dog med at AC Horsens rykkede ned i 1. division, hvorefter Takyi forlod klubben til fordel for den tyske 2. Bundesligaklub Energie Cottbus.